# 茅ヶ崎ジャンクション

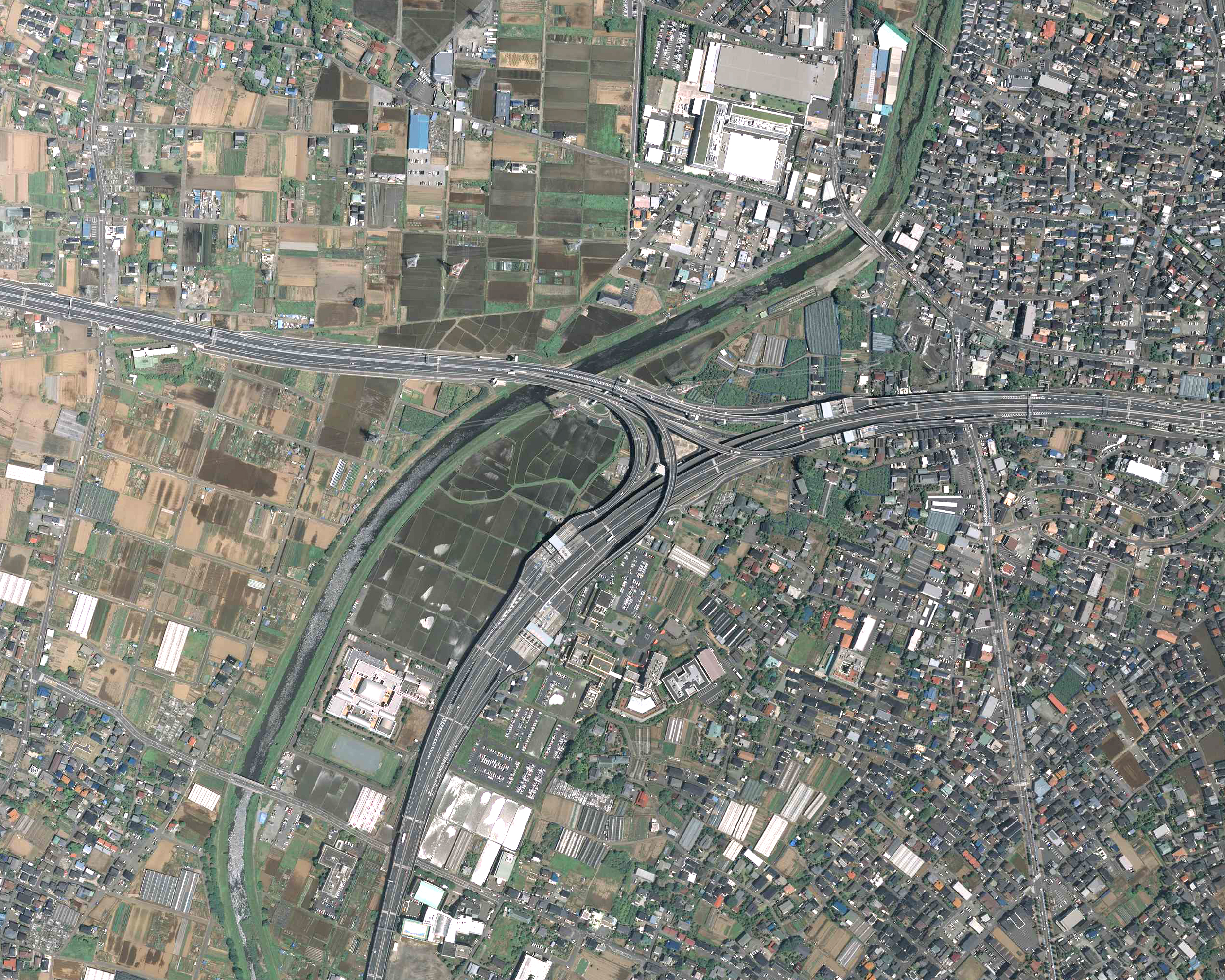
茅ヶ崎ジャンクション周辺の空中写真。
。
（2019年6月17日撮影の画像を使用作成。）

茅ヶ崎ジャンクション（ちがさきジャンクション）は、神奈川県茅ヶ崎市にある新湘南バイパスと首都圏中央連絡自動車道（圏央道）（さがみ縦貫道路）を結ぶジャンクションである。
新湘南バイパス（均一区間制、単純支払い方式）と圏央道（対距離区間制、入口発券・出口精算方式）は料金制度が異なるため、当ジャンクションの圏央道方面のランプ内に料金所が上下線ともに設置されている。一般（現金等）の場合は新湘南バイパスから圏央道へは通行券を受け取り、その逆に圏央道から新湘南バイパスへは通行券とともに通行料金を渡す。ETCは自動処理されるのでノンストップ通行が可能である。なお、当ジャンクションでは一般道へ降りることはできない。

## 歴史
- 2012年（平成24年）
  - 5月15日 - 当JCTの名称が「西久保JCT（仮称）」から「茅ヶ崎JCT」に正式決定[2]。
- 2013年（平成25年）
  - 4月13日 - 「開通記念ウォーキング」を開催。（茅ヶ崎JCT - 寒川北IC間）
  - 4月14日 - 首都圏中央連絡自動車道（圏央道）・茅ヶ崎JCT - 寒川北IC間開通に伴い、供用開始[3]。

## 接続する道路
- E84 新湘南バイパス(25番)
- C4 首都圏中央連絡自動車道（新湘南バイパス）(25番)
- C4 首都圏中央連絡自動車道（さがみ縦貫道路）(25番)

## 隣
C4 / E84 新湘南バイパス
(24) 茅ヶ崎中央IC（藤沢方面出入口） - (24) 茅ヶ崎中央IC（茅ヶ崎海岸方面出入口）/(25) 茅ヶ崎JCT - 茅ヶ崎西IC
C4 首都圏中央連絡自動車道（さがみ縦貫道路）
(24) 茅ヶ崎中央IC（藤沢方面出入口） - (25) 茅ヶ崎JCT - (26) 寒川南IC（東名高速方面出入口のみ）
圏央道からは藤沢IC・茅ヶ崎西ICまで、新湘南バイパスからは寒川北ICまで一般道には出られない。